# اتحاد نيوزيلندا لكرة القدم
اتحاد نيوزيلندا لكرة القدم أو كرة قدم نيوزيلندا (بالإنكليزية: New Zealand Football) هي الجهة المسؤولة عن تنظيم رياضة كرة القدم في نيوزيلندا. تأسس عام 1891م وانضم إلى الإتحاد الدولي لكرة القدم عام 1948م وإنضم إلى اتحاد أوقيانوسيا لكرة القدم عام 1966م.

## روابط إضافية
- New Zealand Football website
- FIFA's NZ Soccer page